# Obrenovac (Konjic, BiH)
Obrenovac je naseljeno mjesto u općini Konjic, Federacija Bosne i Hercegovine, BiH.

## Stanovništvo

### 1991.
Nacionalni sastav stanovništva 1991. godine, bio je sljedeći:
ukupno: 100
- Hrvati – 100

### 2013.
Nacionalni sastav stanovništva 2013. godine, bio je sljedeći:
ukupno: 12
- Hrvati – 12

## Vanjske poveznice
- Satelitska snimka  Arhivirana inačica izvorne stranice od 22. veljače 2008. (Wayback Machine)